# Hey You (bài hát của Madonna)
"Hey You" là ca khúc từ thiện nhạc pop của nữ ca sĩ người Mỹ Madonna. Bài hát được đồng sáng tác với Mirwais Ahmadzaï và đồng sản xuất với Pharrell Williams. Ca khúc được phát hành như một phần của chiến dịch Live Earth và được download miễn phí từ các trang web như MSN. Nó cũng được phát hành dưới dạng nhạc số và CD, DVD từ các buổi hòa nhạc Live Earth vào ngày 4 tháng 12 năm 2007.

## Sản xuất
- Madonna – sáng tác, sản xuất
- Mirwais Ahmadzaï – sáng tác, guitar
- Pharrell Williams – sản xuất, guitar, keyboard

## Bảng xếp hạng

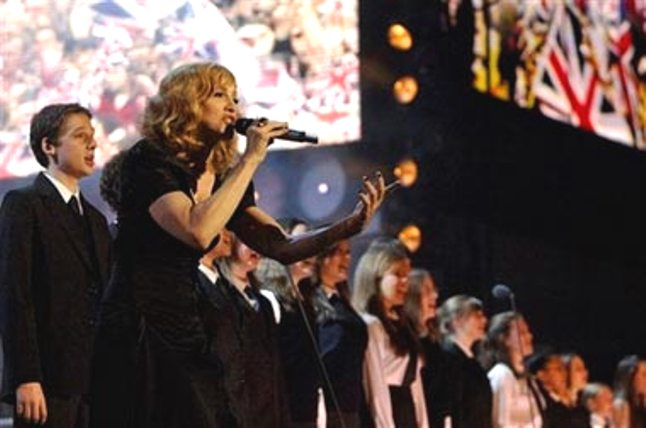
Madonna biểu diễn "Hey You" tại buổi hòa nhạc. Cô đang đồng ca với những đứa trẻ trong đồng phục trường học.

| Bảng xếp hạng (2007)   | Vị trí cao nhất |
| ---------------------- | --------------- |
| Canadian Singles Chart | 57              |
| Czech Airplay Chart    | 9               |
| Swedish Singles Chart  | 57              |
| Swiss Singles Chart    | 55              |
| UK Singles Chart       | 187             |